# The Buford Files
Arquivo cãofidencial (Buford Files, no original, em inglês) é um desenho com produção Hanna-Barbera. Estreou em 1978 e passava em conjunto com Fantasmino, o fantasma galopante.

## História
Kojeka (Buford) é cão sabujo muito esperto mas dorminhoco, que vive em um pântano. Ele se junta a dois adolescentes, Rosinha (Cindy Mae) e o irmão mais velho Zé Quati (Woody), e tentam resolver mistérios que intrigam o Xerife Pé de Mula (Muletrain Pettigrew) e seu superansioso, mas atrapalhado ajudante Janjão (Goofer McGee). As habilidades de Kojeka são expandidas com as orelhas que giram como um radar, e o focinho responde as pistas como um contador Geiger; ele também fica maluco quando a lua aparece.
O nome Kojeka é uma sátira ao seriado policial Kojak, com Telly Savalas, muito famoso na época de lançamento do desenho. No entanto, tanto o título original em inglês quanto o brasileiro parodiam outra série sobre detetives: The Rockford Files, chamado no Brasil de Arquivo Confidencial.

## Episódios[2]
nomes originais (em inglês)
1. "The Swamp Hermit"
2. "The Vanishing Stallion"
3. "The Swamp Saucer"
4. "The Man With Orange Hair"
5. "The Demon of Ur"
6. "The Missing Bank"
7. "Scare in the Air"
8. "Buford and the Beauty"
9. "Peril in the Park"
10. "The Magic Whammy"
11. "The Haunting of Swamp Manor"
12. "The Case of the Missing Gator"
13. "Don't Monkey with Buford"

## Dubladores

### Nos Estados Unidos
- Kojeka: Frank Welker
- Zé Quati: Dave Landsburg
- Rosinha: Patricia Parris
- Xerife Pé-de-Mula: Henry Corden
- Janjão: Roger Pelz

### No Brasil
- Kojeka: Orlando Drummond
- Zé Quati: Armando Braga
- Rosinha: Neusa Tavares
- Xerife Pé-de-Mula: Guálter França
- Janjão: Mário Monjardim

## Outras aparições
- Yogi's Space Race